# 피어썸
《피어썸》은 2021년에 개봉한 대한민국의 영화이다.

## 캐스팅
- 조동혁 : 승연 역
- 차선우 : 재혁 역
- 장석현 : 성운 역
- 임영주 : 준희 역
- 한채경 : 귀신 역
- 권오준 : 스님 역
- 박정환 : 나이트 총괄 (춘천매니저) 역
- 김준경 : 삐끼 역
- 정수한 : 웨이터 역
- 박은우 : 남자아이 (수호신) 역
- 왓섭 : 내레이션 역 (특별출연)